# Potrero (estación)
Potrero es una de las estaciones que forman parte del Metro de la Ciudad de México, perteneciente a la Línea 3. Se ubica al norte de la Ciudad de México, en la alcaldía Gustavo A. Madero.

## Información general
El logo de la estación se refiere al perfil de un caballo en su establo o potrero. El potrero o establo es un lugar donde el veterinario realiza las valoraciones médicas de caballos o ganado. El nombre de esta estación se refiere que a principios del siglo XX existían en los terrenos de las ahora colonias Industrial y Guadalupe Insurgentes varios potreros o establos, incluso el cercano Eje 3 Norte Alfredo Robles Domínguez, se llamó Av. del Potrero.

### Afluencia
En 2014, Potrero tuvo una afluencia promedio de 19,319 pasajeros en día laborable.
| Tipo de día   | Afluencia promedio |
| ------------- | ------------------ |
| Día festivo   | 9,227              |
| Día laboral   | 19,319             |
| Fin de semana | 12,660             |
| Anual         | 17,173             |

La siguiente tabla muestra la afluencia de la estación en los últimos 10 años:
| Afluencia Anual de Pasajeros | Afluencia Anual de Pasajeros | Afluencia Anual de Pasajeros | Afluencia Anual de Pasajeros | Afluencia Anual de Pasajeros | Afluencia Anual de Pasajeros |
| ---------------------------- | ---------------------------- | ---------------------------- | ---------------------------- | ---------------------------- | ---------------------------- |
| Año                          | Afluencia                    | A Diario                     | Ranking                      | Incremento                   | Ref.                         |
| 2023                         | 4,565,663                    | 12,508                       | 103°/187                     | +6.41%                       | [ 3 ]                        |
| 2022                         | 4,290,556                    | 11,754                       | 101°/175                     | +43.08%                      | [ 3 ]                        |
| 2021                         | 2,998,686                    | 8,215                        | 107°/195                     | -17.00%                      | [ 4 ]                        |
| 2020                         | 3,612,909                    | 9,871                        | 103°/195                     | -42.81%                      | [ 5 ]                        |
| 2019                         | 6,317,545                    | 17,308                       | 106°/195                     | +0.77%                       | [ 6 ]                        |
| 2018                         | 6,269,063                    | 17,175                       | 106°/195                     | -2.37%                       | [ 7 ]                        |
| 2017                         | 6,421,265                    | 17,592                       | 104°/195                     | -8.06%                       | [ 8 ]                        |
| 2016                         | 6,984,359                    | 19,082                       | 93°/195                      | -5.42%                       | [ 9 ]                        |
| 2015                         | 7,384,471                    | 20,231                       | 87°/195                      | +2.79%                       | [ 10 ]                       |
| 2014                         | 7,184,004                    | 19,682                       | 92°/195                      | -9.20%                       | [ 11 ]                       |

## Conectividad

### Salidas
- Nororiente: Avenida de los Insurgentes Norte esquina Victoria, Colonia Guadalupe Insurgentes.
- Suroriente: Avenida de los Insurgentes Norte casi esquina Excélsior, Colonia Guadalupe Insurgentes.
- Norponiente: Avenida de los Insurgentes Norte esquina Poniente 116, Colonia Calputitlan.
- Surponiente: Avenida de los Insurgentes Norte esquina Poniente 112, Colonia Calputitlan.

### Conexiones
Existen conexiones con las estaciones y paradas de diversos sistemas de transporte:
- Línea 1 del Metrobús.
- La estación cuenta con un CETRAM.